# Грицаківка
Грицаківка — колишнє село, входило до складу Великовільмівської сільської ради, Сумський район, Сумська область.
Першим місцем знаходження Великовільмівської ЗОШ була Грицаківка Сумського повіту Харківської губернії, 1912—1918 роки — це двокдасна трирічна, 1918—1931 — початкова чотирикласна, неповна середня освта, сеимрічка — 1931—1941. 2004 року дев'ятирічна школа перейменована у Великовільмівську.
Випускниками Грицаківської школи є
- Книшенко Жанна Михайлівна — заслужений працівник сільського господарства України,
- Шаповаленко Михайло Іванович — заслужений працівник сільського господарства України,
- Шаповаленко Павлина Михайлівна — Герой України,
- доктор історичних наук Шерстюк Федір Юхимович[1].

У січні 1987 року село Грицаківка приєднане до Великих Вільм.